# عبد اللطيف الملوحي
عبد اللطيف المَلُّوحِي ‌(1338- 1404 هـ / 1920- 1984 م) شاعر سوري. ولد في حمص، وتعلم في مدارسها وانقطع عن الدراسة لأسباب شخصية. ودرس عصاميًا. له في الغزل والسياسة والهجاء قصائد كثيرة ولم يجمع شعره في ديوان. توفي في دمشق ودفن بمقبرة باب الصغير. وهو شقيقُ الباحث الأديب عبد المعين الملوحي، والصحفي الكاتب عدنان الملوحي، وعمُّ المؤرِّخ مهيار الملوحي. 

## سيرته
ولد عبد اللطيف بن سعيد بن أنيس بن زكريا المَلُّوحِي في مدينة حمص سنة 1338هـ/ 1920م. كان والده عالمًا وخطيبًا. تلقى تعليمه الأولي في المدرسة الخيرية الإسلامية بها، ثم التحق بدار العلوم الشرعية. لم يكمل تعليمه وانقطع عن الدراسة الرسمية لأسباب خاصة قاهرة وعوامل نفسية. وكان «محبًا لتلاوة القرآن الكريم بصوته الجميل، وعاشقًا للتمثيل والغناء، فضلاً عن حبه للشعر والأدب.»

مارس مهنًا حرة في بداية حياته، ثم عمل في وظيفة كاتب بمكتب تفتيش الدولة في أواخر الأربعينيات.

## شعره
قال إبراهيم الجندي عن أسلوبه في تحفة الزمن بترتيب تراجم أعلام الأدب والفن «هو شاعر موهوب ورث سليقة الشعر عن أجداده، ونظم القوافي قبل أن يتمكن من دراسة الأدب والعروض، له ديوان شعر أعده للطبع، وقد نظم الشعر في مختلف اتجاهاته من غزل ورثاء وسياسة واجتماع، وقد حلق في الهجاء».  ذكره عبد العزيز البابطين في معجمه وقال عنه «كان ينظم الشعر على سجيته من غير دراسة للعروض، فانعكس ذلك على شعره بارتباك في الأوزان، وقد نظم في موضوعات ومناسبات متعددة، كما نظم في أغراض الشعر التقليدي كالوصف والغزل ومديح الرسول (ص) والصحابة، وله نظم في الفخر والرثاء، وفيه يحرص على وحدة الجو النفسي للقصيدة، وتناسب ألفاظها وصورها مع غرضها.»  وقال عنه إميل يعقوب في معجم الشعراء منذ بدء عصر النهضة «نكب في حياته بأرزاء عائليّة، ففاضت قريحته بقصائد وجدانيّة مؤثّرة.»

## حياته الشخصية
تزوج عبد اللطيف الملوحي للمرة الأولى في 9 أكتوبر 1948، فأنجب ولده الأول محمد مازن، فماتت زوجته والمولودة أثناء ولادتها في دار التوليد بدمشق. رثاها، ونظم قطعة شعرية أسماها لوحة قبر. وقد تزوج للمرة الثانية، وقضى مدة تقارب العشر سنوات في بطالة. شقيقه هو عبد المعين الملوحي، ومهيار الملوحي هو ابن شقيقه الآخر عدنان.

## وفاته
توفي عبد اللطيف الملوحي في دمشق، يوم الاثنين 8 ذي الحجة 1404هـ الموافق 3 سبتمبر (أيلول) 1984م، عن عمر ناهز ستًّة وستين عامًا. ودُفن في مقبرة الباب الصغير.